# Collonge-Bellerive

Collonge-Bellerive é uma comuna suíça do Cantão de Genebra na margem esquerda do Lago Lemano. 

## História
Situada entre o Chablais, uma antiga província do Ducado de Saboia, e a República de Genebra esta região sempre levantou problemas a Genebra devido à presença dos Senhores de Berna que queriam aí manter a sua soberania. Num primeiro tempo passa à Casa de Saboia antes de ser cedida a Genebra pelo Tratado de Turim (1816) 

## Armas
As armas de Collonge-Bellerive são na realidade as da família Plonjon, da senhoria de Bellerive entre 1565 e 1666.

## Ligações Externas
«Sítio oficial»